# Sherry Argov
Sherry Argov é uma escritora estadunidense. Ela é autora de "Por que os Homens se Casam com as Manipuladoras" e já teve trabalhos publicados em mais de trinta revistas norte-americanas, incluindo Cosmopolitan, Self, Glamour e First for Women e participou de diversos programas de televisão. Um de seus livros de maior sucesso, "Por que os Homens Amam as Mulheres Poderosas?", já foi traduzido para mais de vinte idiomas.

## Livros
- Why Men Love Bitches: From Doormat to Dreamgirl – A Woman's Guide to Holding Her Own in a Relationship (2002)
- Why Men Marry Bitches: A Woman's Guide to Winning Her Man's Heart (2006)

### Em português
- Por que os homens amam as mulheres poderosas?
- Por que os homens se casam com as mulheres poderosas?
- Por que os Homens se Casam com as Manipuladoras